# Lajos Boglár
Dans le nom hongrois Boglár Lajos, le nom de famille précède le prénom, mais cet article utilise l’ordre habituel en français Lajos Boglár, où le prénom précède le nom.
Lajos Boglár, né Luiz Brasil Boglár  est un ethnologue et anthropologue hongrois.

## Biographie
Luiz Brasil Boglár est né au Brésil le 27 décembre 1929 de Lajos Boglár (diplomate) et Anna Rátz.
Sa naissance au Brésil a influencé toute la vie du chercheur, comme il le dit lui-même : « l'important est que mon cœur est brésilien (...) donc j'y retourne chaque année, mais ma tête est européenne ».
Son père lui fit découvrir les indiens guaranis à Itanhaém à l'age de 13 ans, ce qui fut une révélation pour lui.
En 1942, la famille Boglár a dû rentrer du Brésil car la Hongrie, en tant que puissance de l'Axe, avait déclaré la guerre à ce pays d'Amérique du Sud et les relations diplomatiques avaient été rompues
En 1951, l'Autorité de protection de l'État confisqua son acte de naissance, lui ordonnant de demander la nationalité hongroise et de changer son prénom : Luiz Brasil Boglár devint Boglár Lajos.
Il effectua ses études universitaires à la faculté des sciences humaines de l'université Loránd-Eötvös entre 1948 et 1953, dans le domaine de l'ethnologie et de l'archéologie, où il a été l'élève de László Vajda (ethnologue).
En 1959, il partit étudier les Indiens nambikwara mais dut rentrer pour des raisons administratives. Ses voyages ayant éveillé la méfiance du Ministère de l'Interieur, il fut hospitalisé (alors qu'il était bien portant) par Gyula Ortutay pour le soustraire à la police politique.
En 1969, il soutint sa thèse portant sur l'ethnographie des Indiens nambikwaras.
Après les Nambikwaras, il entama sa période Piaroas et son travail au Venezuela. En 1967-68, il visita pour la première fois la région amazonienne fédérale du sud du Venezuela, en compagnie du musicien István Halmos. Il poursuivit ses travaux sur le terrain avec les Piaroas en 1974 et 1977.
En 1979, il commença des recherches sur les Guaranis qu'il avait connus dans son enfance. Il créa la Fondation Guarani pour les aider.
Dans les années 1990, il s'intéressa aussi aux Wayamanas et aux Botocudos
Parce qu'il était malade, un sorcier envoya au moins une centaine d'esprits guérisseurs par Internet pour le soigner, et un chaman mexicain serait apparu et l'aurait guéri. Un jour, un journaliste lui demanda s'il croyait à ces choses, et il répondit : « Je crois à la solidarité, et la solidarité est une psychothérapie. ».

## Carrière
Il fut muséologue de 1953 à 1979 au musée ethnographique de Budapest, puis chef du département international. En 1979, il fut chercheur principal de l'Académie hongroise des sciences, professeur associé à la faculté des sciences humaines de l'université Eötvös-Loránd, directeur du groupe d'anthropologie culturelle. À partir de 1989, il fut vice-président de la société latino-américaine hongroise. Il a édité la revue Revindi et Symbiosis et été président de la société brésilo-hongroise.
Il a contribué (artefacts, photos, films) à des collections dans 9 musées européens (dont le musée Domokos Kuny) et une exposition permanente à Tatabánya. Il a réalisé plusieurs films documentaires.

## Expéditions
- 1959 : Indiens nambikwara (Brésil)
- 1967-1968 et 1974 : Indiens piaroas (Venezuela)
- 1979-1988 : Indiens guaranís et kayapos (Brésil)
- 1991-1997 : Indiens wayanas (Guyane française)

en 1998 Indiens botocudos (Brésil)

## Galerie

Pièces de la collection privée de Lajos Boglár
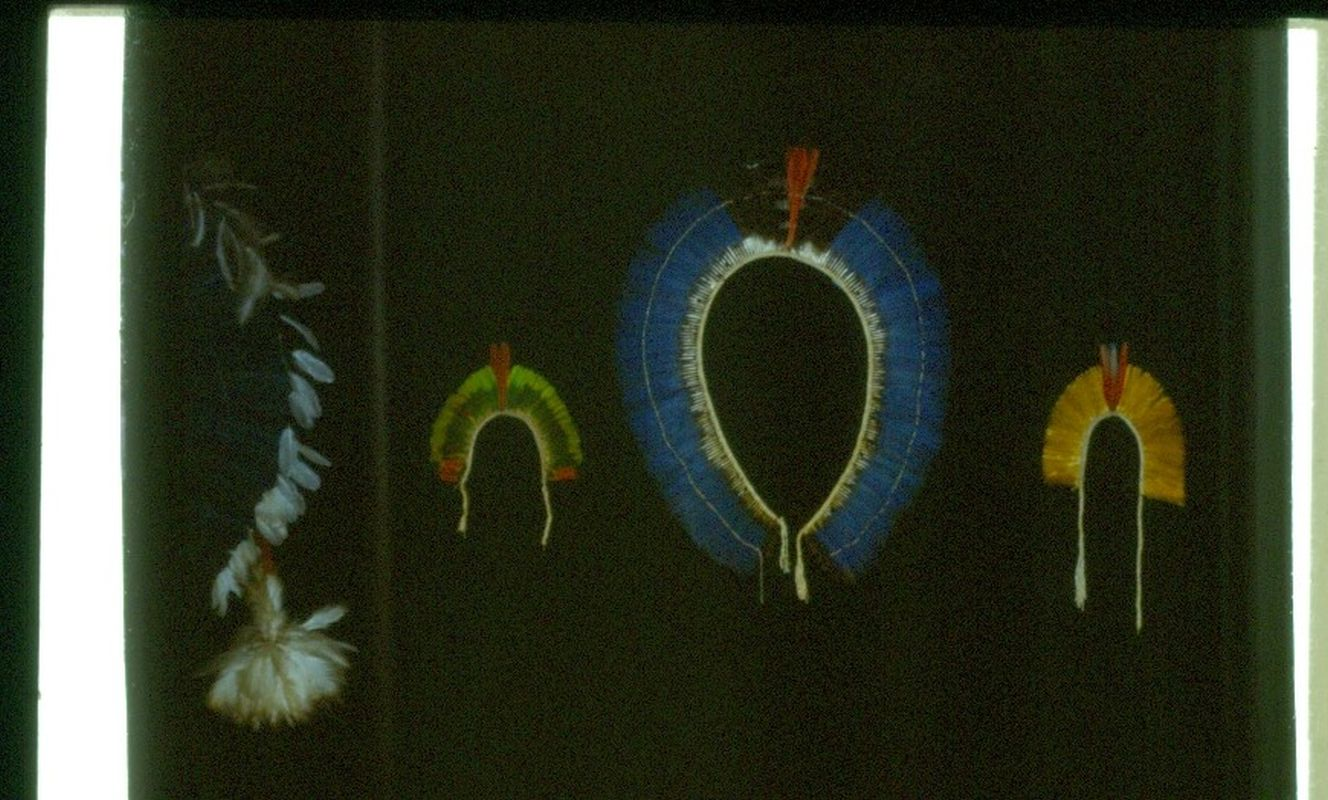
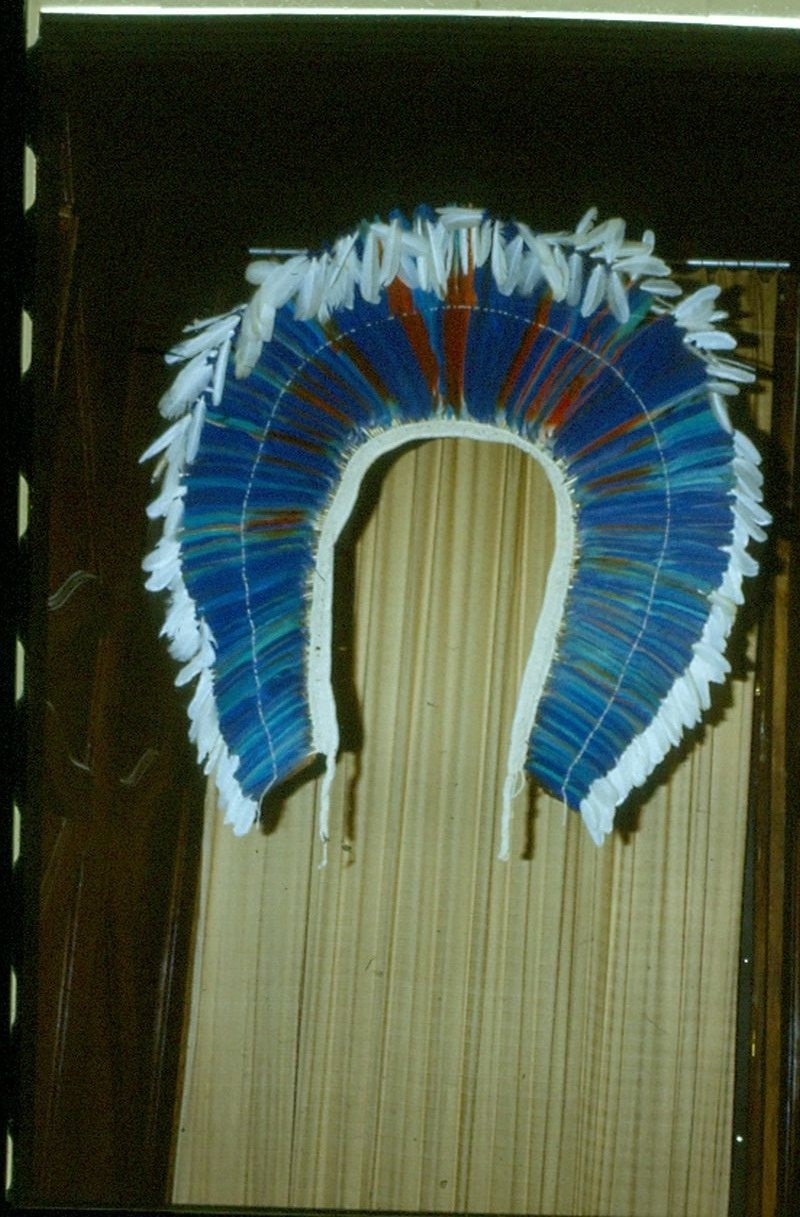
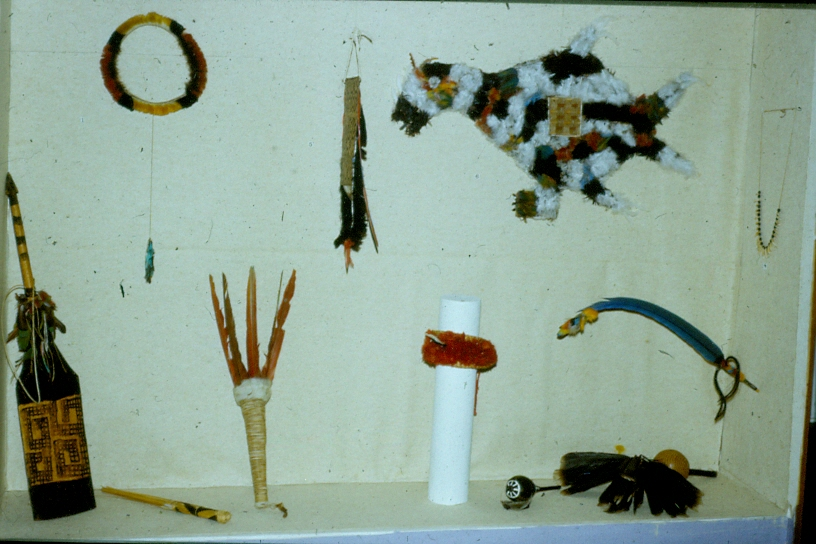
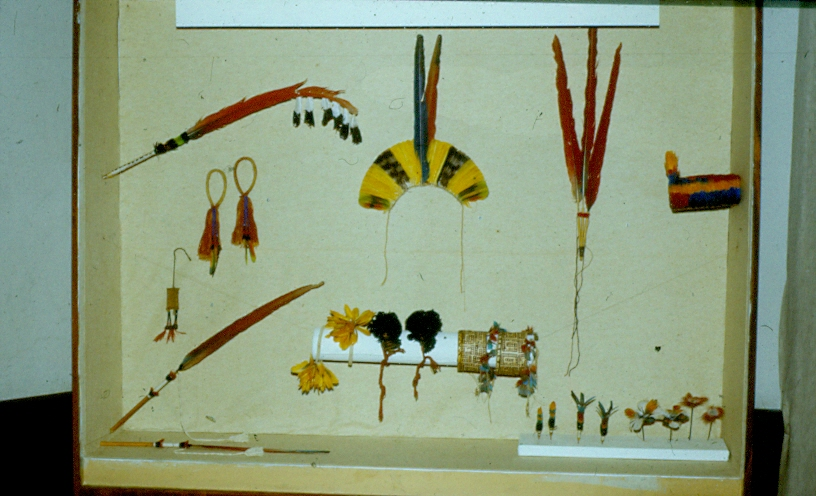

## Filmographie

### Consultant
- 1962 : Aventure indienne de Miklós Jancsó
- 1974 : L'Indien : avoir 20 ans chez les Piaroa de Jacques Willemont

## Publications

### Éditeur scientifique
- Opuscula ethnologica memoriae Ludovici Biró sacra (1959)